# Venezia Oganowska Nachiło

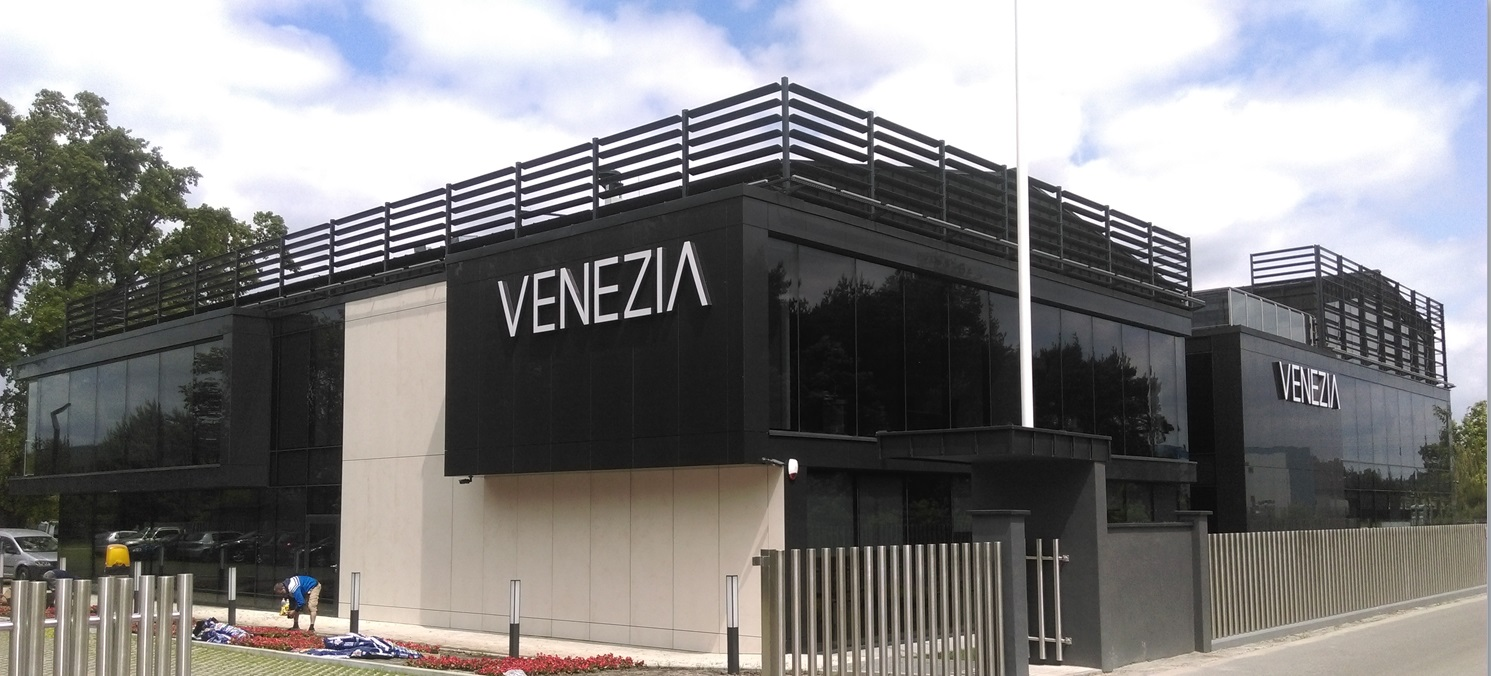
Siedziba firmy Venezia

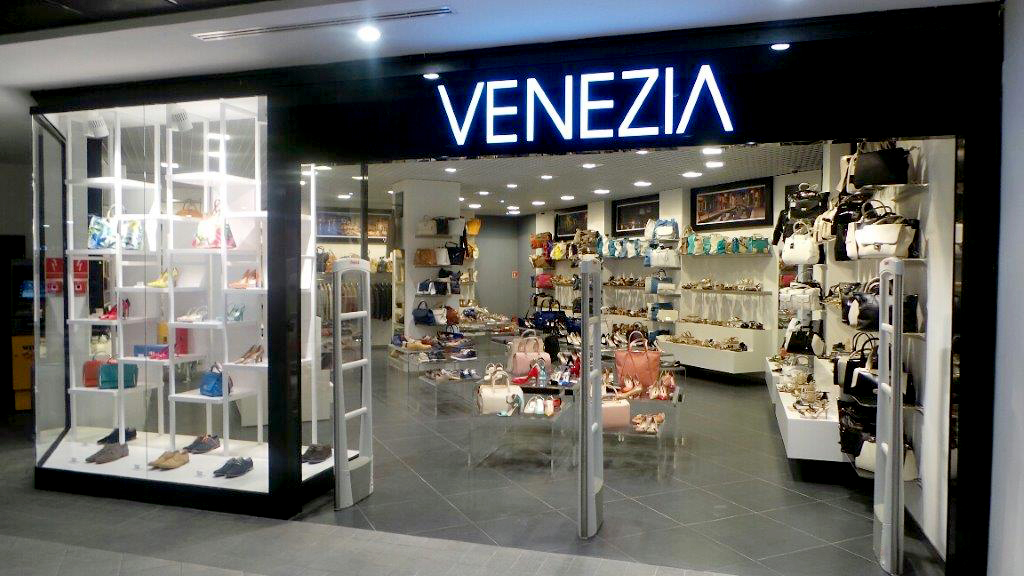
Salon Venezia w CH Madison w Gdańsku

Artimod S.A. (dawniej Venezia Oganowska Nachiło sp.j.) – polska spółka prowadząca sprzedaż detaliczną i hurtową obuwia oraz galanterii skórzanej. Właściciel ponad 70 salonów stacjonarnych, działających pod marką Venezia (stylizowany zapis VENEZIA), w największych galeriach i centrach handlowych na terenie całego kraju, a także sklepu internetowego.

## Opis
W ofercie Venezia znajduje się obuwie damskie i męskie, kurtki, płaszcze, torby, portfele, rękawiczki, paski oraz szale. W każdym sezonie marka proponuje klientom ponad 2500 modeli damskich oraz 1000 modeli męskich, wykonanych ze skóry naturalnej, których wyróżnikiem jest innowacyjne wzornictwo, wysokiej jakości materiały oraz dbałość o najmniejsze detale.
Firma powstała w 1994. Pierwszy salon sprzedaży detalicznej pod szyldem Venezia został otwarty w 1996 przy ul. Mokotowskiej 61 w Warszawie. W 2008 powstała siostrzana marka odzieżowa Unisono. Od 2011 Venezia prowadzi sprzedaż online, sukcesywnie usprawniając platformę sprzedażową, stawiając na coraz łatwiejszą nawigację, doskonalenie jakości prezentacji produktów, rozwijanie logistyki dostaw oraz inwestowanie w zaplecze e-commerce.
Istniejąca sieć opiera się wyłącznie na dystrybucji własnej. Asortyment salonów stanowią produkty importowane z Włoch i innych krajów Unii Europejskiej, a także produkcji rodzimej. 
W 2010 wartość aktywów przedsiębiorstwa wynosiła 55 294 705,69 zł, a przychody netto ze sprzedaży wyniosły 147 158 466,49 zł, co dało firmie 6% udziału w sprzedaży na rynku krajowym (III miejsce po NG2 – właścicielu marki CCC, oraz po firmie Deichmann). Zysk netto w 2010 wyniósł 5 094 487,25 zł.

## Nagrody i wyróżnienia
- w latach 2004–2010 i 2015-2016 – Gazele Biznesu – tytuł przyznawany najdynamiczniej rozwijającym się firmom w Polsce[2]
- 2007 – wyróżnienie w rankingu „Wehikuły czasu” Gazety Prawnej
- 2009 – wyróżnienie w rankingu Diamenty miesięcznika „Forbes”
- w latach 2008 i 2011-2016 – Certyfikat Wiarygodności Biznesowej Bisnode
- 2017 – Certyfikat Wiarygodności Creditreform